# Еър (полуостров)
Еър (на английски: Eyre Peninsula) е полуостров край южните брегове на Австралия, разположен на територията на щата Южна Австралия, между Големия Австралийски залив на запад и залива Спенсър на изток. Има форма на обърнат с върха на юг равностранен триъгълник, като границата му с континента се прекарва между върховете на заливите Стрики Бей на запад и Спенсър на изток. Тук ширината му достига 324 km, а дължината му на юг е 264 km.
Източните му брегове, обърнати към залива Спенсър, са предимно праволинейни, ниски и плоски, заети от пясъчни плажове, а западните, обърнати към Големия Австралийски залив, са високи, стръмни, на места скалисти, изпъстрени с многочислени по-малки вторични заливи (Стрики Бей, Анкшъс Бей, Кофин и др.). На полуострова преобладават равнините и низините, с височина до 200 m, покрити с участъци от храстовидни евкалипти и полупустинни хвойни. В най-северната му част е разположен участък от хребета Голер с максимална височина 472 m. Обширните равнинни саванни пространства, заемащи голяма част от полуострова, благоприятстват за развитието на овцевъдството. В североизточната му част в Айрън Ноб и Айрън Монарк се разработват находища на желязна руда, които се транспортират до близкия град пристанище Уайала, в който е изграден голям металургичен комбинат. В най-южната му част е разположен градът и пристанището Порт Линкълн. На полуостров Еър са създадени три национални парка – „Линкълн“, „Кофин Бей“, „Голер“.
Крайното северозападно крайбрежие на полуостров Еър е открито през 1627 г. от нидерландския мореплавател Питер Нейтс. През 1803 г. видният откривател и изследовател на бреговете на Австралия Матю Флиндърс открива всичките му брегове, като в продължение на 3 месеца изследва и картографира цялото му крайбрежие. Вътрешността на полуострова е детайлно изследвана и картирана през 1840 – 41 г. от видния австралийски изследовател Едуард Еър, поради което няколко години по-късно целият полуостров е наименуван в негова чест.